# 草茱萸属
草茱萸属（学名：Chamaepericlymenum）是山茱萸科下的一个属，为低矮的多年生草本植物。该属共有2－3种，分布于北温带。